# Боровіни (Скерневицький повіт)
Боровіни (пол. Borowiny) — село в Польщі, у гміні Скерневиці Скерневицького повіту Лодзинського воєводства.
Населення — 134 особи (2011).
У 1975-1998 роках село належало до Скерневицького воєводства.

## Демографія
Демографічна структура станом на 31 березня 2011 року:
|          | Загалом | Допрацездатний вік | Працездатний вік | Постпрацездатний вік |
| -------- | ------- | ------------------ | ---------------- | -------------------- |
| Чоловіки | 71      | 14                 | 47               | 10                   |
| Жінки    | 63      | 11                 | 33               | 19                   |
| Разом    | 134     | 25                 | 80               | 29                   |